# Eroe della Federazione Russa
Il titolo di Eroe della Federazione Russa (in russo Герой Российской Федерации?, Geroj Rossijskoj Federacii) è il più alto titolo onorifico della Federazione Russa. Sostituisce il precedente Eroe dell'Unione Sovietica.

## Storia
L'onorificenza è stata istituita il 20 marzo 1992 ed è stata assegnata per la prima volta l'11 aprile 1992.

## Assegnazione
L'onorificenza è assegnata ai cittadini per i servizi resi allo Stato e alle persone associate con la commissione di atti eroici.

## Insegne
- L'insegna è una stella dorata.
- Il nastro è per un terzo bianco, un terzo blu e un terzo rosso.

## Insigniti
Gli insigniti attualmente (4/6/2023) sono 1.282.